# Eva Ras
Eva Ras (ur. 1 stycznia 1941 w Suboticy) – jugosłowiańska i serbska aktorka teatralna, filmowa i telewizyjna oraz malarka. 

## Wybrane role filmowe
- 1961: Pan bez mieszkania (Ne diraj u sreću)
- 1964: Pod ostrzałem (Der Schut) – Nebatja
- 1937: Skarb Azteków (Der Schatz der Azteken) – dziewczyna
- 1965: Człowiek nie jest ptakiem (Čovek nije tica) – żona Barboola
- 1967: Sprawa miłosna albo tragedia telefonistki (Ljubavni slučaj ili tragedija službenice PTT) – Izabela, telefonistka
- 1968: Wkrótce będzie koniec świata (Biće skoro propast sveta) – Goca
- 1973: Gdzie jest jubilat? (Álljon meg a menet!) – Irénke, sekretarka
- 1974: Dziewczyna i auto (Autó) – Lili Fazekas
- 1977: Zbiorowy portret z damą (Gruppenbild mit Dame) – Rahel
- 1985: Ojciec w podróży służbowej (Otac na službenom putu) – Ilonka Petrović
- 1986: Urok rozpusty (Lepota poroka) – żona „Žorža”
- 1988: Droga na południe (El camino del sur) – pani Mendel
- 1990: Granica (Granica) – Rozi
- 1992: Nie jesteśmy aniołami (Mi nismo anđeli) – Baba Sera
- 1993: Goryle kąpią się w południe (Gorila se kupa u podne) – matka Miki Miki
- 2012: Mój piękny kraj (Die Brücke am Ibar) – kobieta z krową